# Oshiba Kenji
Kenji Oshiba (sinh ngày 19 tháng 11 năm 1973) là một cầu thủ bóng đá người Nhật Bản.

## Sự nghiệp câu lạc bộ
Kenji Oshiba đã từng chơi cho Urawa Reds, Cerezo Osaka, Kashiwa Reysol và Yokohama FC.